# Catachlorops bogotanus
Catachlorops bogotanus är en tvåvingeart som först beskrevs av Günther Enderlein 1922.  Catachlorops bogotanus ingår i släktet Catachlorops och familjen bromsar.
Artens utbredningsområde är Colombia. Inga underarter finns listade i Catalogue of Life.